# Società romana di storia patria
La Società romana di storia patria è un ente morale riconosciuto con regio decreto del 20 aprile 1884, con sede a Roma presso la Biblioteca Vallicelliana. Essa ha lo scopo di promuovere la ricerca scientifica e l’illustrazione della storia di Roma e dei territori afferenti all’attuale regione Lazio e di cooperare alla conservazione e valorizzazione dei loro beni culturali. Ha inoltre l’obiettivo di tutelare e valorizzare il proprio patrimonio.

## Storia
La Società fu fondata a Roma il 5 dicembre 1876 in casa del barone e archeologo Pietro Ercole Visconti con la finalità di «pubblicare documenti illustrativi della storia della città e provincia di Roma in tutti i suoi rapporti dalla caduta dell’Impero alla fine del secolo decimottavo ed un Bollettino annuale di studi e memorie concernenti la storia medesima». Insieme con il Visconti vi erano altri quindici studiosi: l'archeologo e presbitero Pasquale Adinolfi, lo storico Ugo Balzani, lo storico Carlo Castellani, lo storico e poeta Ignazio Ciampi, l'archivista e numismatico Costantino Corvisieri, il latinista e storico Giuseppe Cugnoni, l'archeologo Giovanni Battista de Rossi, il bibliotecario e paleografo Ignazio Giorgi, lo storico e arabista Ignazio Guidi, l'archeologo e topografo Rodolfo Lanciani, il filologo e critico letterario Ernesto Monaci, Giulio Navone, lo storico Giuseppe Tomassetti, lo storico Oreste Tommasini e l'orientalista Carlo Valenziani.
Scopo di questa Società era di scrivere nuovamente una storia di Roma, in cui la consueta visione pontificia apparisse minoritaria rispetto a quella civile e municipale. Era prevista la pubblicazione di documenti inediti, sulla città e sul suo circondario, in un Bollettino annuale. Il primo presidente fu Costantino Corvisieri. Tutti i soci dovevano abitare a Roma o nella sua Provincia.
Tra il 1877 e il 1878 uscì il primo numero dell'«Archivio della Società Romana di storia patria», che da allora viene pubblicato ininterrottamente (ISSN: 0391-695). Le riunioni della Società si tenevano prima a Palazzo Chigi, poi in un locale in via Quattro Fontane, 94 (oggi, via Depretis), quindi il ministro Guido Baccelli ottenne per la Società tre stanze alla Biblioteca Vallicelliana.
Durante la presidenza di Oreste Tommasini, nel 1884, la Società divenne Reale e poté fregiarsi dello stemma regio. Lo Statuto rimase quasi immutato fino al 1935 e la Società fu equiparata alle Regie Deputazioni di storia patria.

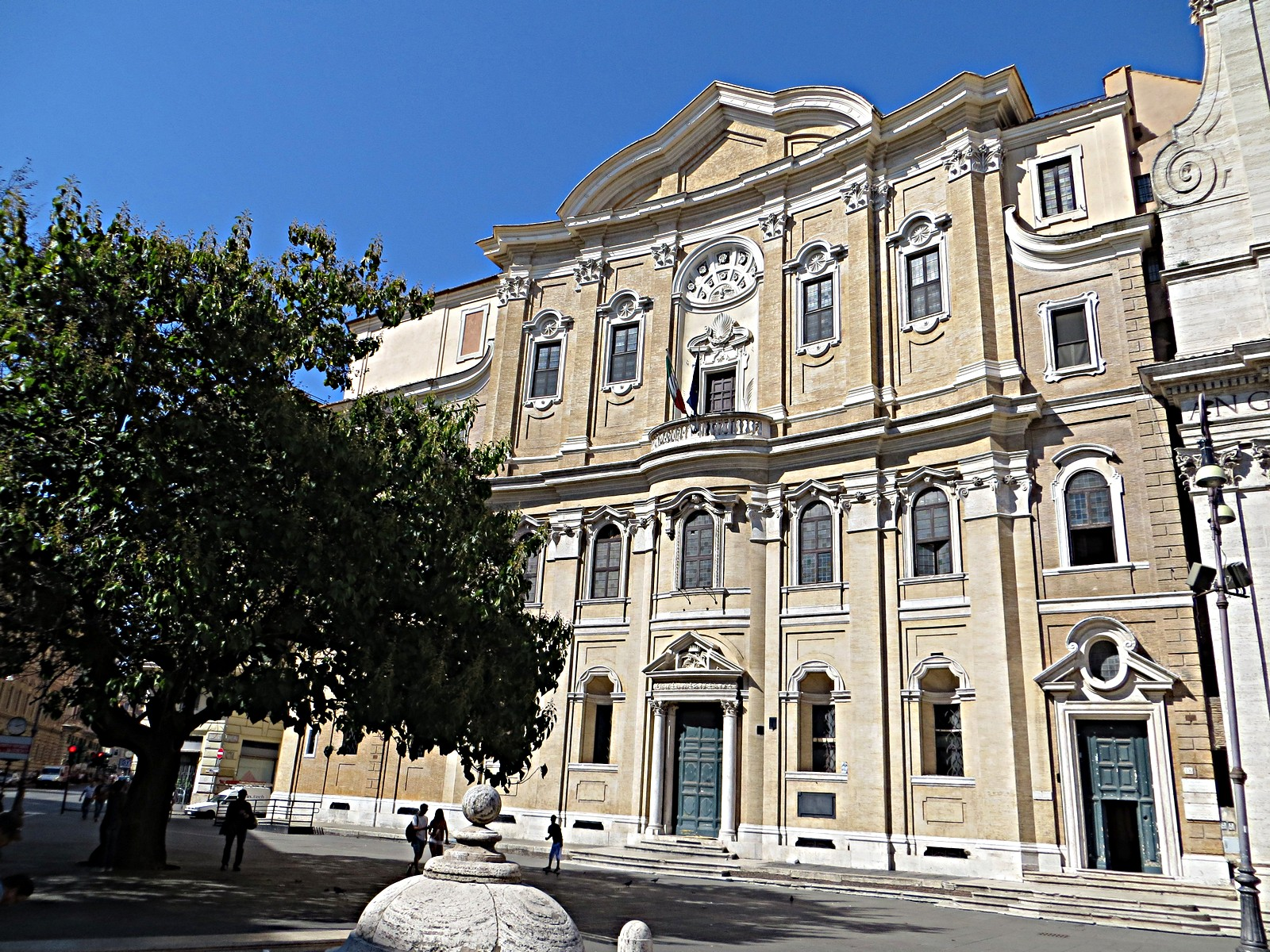
Biblioteca Vallicelliana

### Pubblicazioni, scuole, patrimonio, convegni, progetti
Nacque la collana «Miscellanea», mentre i Regesti di Farfa e di Subiaco uscirono nella collana «Biblioteca». Furono anche pubblicati quattro fascicoli dei Monumenti Paleografici di Roma e, in facsimili, I diplomi imperiali e reali delle Cancellerie d’Italia. Apparve una continuazione delle Inscriptiones Christianae Urbis Romae di Giovan Battista De Rossi. Pasquale Villari pubblicò il Codex diplomaticus Urbis Romae.
Nel 1885, il Corso pratico di metodologia della storia, organizzato dalla Società, aveva lo scopo di preparare nuovi collaboratori per la stesura di testi da pubblicare. Nel 1892 fu fondata la Scuola storica, finanziata dallo Stato, che continuò continuò fin dopo la prima guerra mondiale.
La biblioteca e l'archivio della Società rimasero distinti dal patrimonio librario e archivistico della Biblioteca Vallicelliana. Vi arrivarono carte di Costantino Corvisieri, donate dal nipote; la biblioteca di Ugo Balzani, donata dalle figlie, e quella di Oreste Tommasini, donata dai figli; giunsero all'archivio della Società anche le carte di Alessandro Ferraioli su papa Leone X e opere storiche e geografiche donate da Angelo Colucci. La biblioteca, specializzata in storia, archeologia e storia dell'arte, partecipa dal 1996 al Servizio bibliotecario nazionale (SBN), consta attualmente di circa 45.000 volumi ed è di libera consultazione presso la Vallicelliana.
Nel 1971 fu ripresa l'iniziativa, proposta nel 1886 da Pasquale Villari, del Codice diplomatico di Roma e della regione romana. Con un contributo quadriennale dal Consiglio Nazionale delle Ricerche, nacque un centro di raccolta e di studio delle fonti della storia di Roma e della sua regione durante il medioevo. Fu realizzato uno schedario di documenti - editi o solo citati - relativi sulla storia di Roma dal VI al XV secolo.
Pierre Toubert donò alla Società microfilm con riproduzioni di documenti, conservati in archivi laziali e da lui utilizzati per Les structures du Latium médiéval; l'Accademia di San Luca versò copie di documenti realizzati da Cesare De Cupis, e Giuseppe Marchetti Longhi donò alla Società una sua raccolta di carte manoscritte. Alla morte di Giovanni Incisa della Rocchetta, il suo archivio fu donato dagli eredi.
Durante la presidenza di Giulio Battelli (1976-1984) fu celebrato il centenario della Società, con un convegno sul tema Roma punto d’incontro e di nuove aperture alla cultura europea dal 1870 al 1914.
Nel 1981, per il centenario della nascita di San Benedetto, la Società organizzò il convegno I monaci a Roma nell’Alto Medioevo. Iniziarono le pubblicazioni della collana Codice diplomatico di Roma e della regione romana. In convenzione con la Regione Lazio, prese avvio l'ordinamento di archivi comunali.
Nel 1995, per l'anniversario della morte di san Filippo Neri, fu organizzato il convegno San Filippo Neri nella realtà romana del secolo XVI. Nel 1996 si tenne il convegno Santi e culti del Lazio. Istituzioni, società, devozioni, in cui fu affrontato il problema del rapporto tra dimensione religiosa, dimensione sociale e dimensione istituzionale nello specifico della realtà laziale attraverso l'osservatorio della storia della santità e del culto dei santi. Nel 1998 ebbe inizio la ricerca su Castra e casali della Campagna Romana tra XII e XIII secolo che nel 2004 entrò in un volume della «Miscellanea».
Dello stesso 1998 è il convegno Dalla Tuscia Romana al territorio Valvense. Problemi di topografia medievale alla luce delle recenti ricerche archeologiche e quello su Innocenzo III, Roma e lo Stato Pontificio. Nel 2004 si celebrò un convegno dal titolo L'Orbis christianus antiquus di Gregorio Magno.
La Società aderì al progetto dalla Regione Lazio del Repertorio degli uomini illustri del Lazio, con esclusione dei romani e dei viventi. Nel 2011 fu la volta del convegno Le ceramiche di Roma e del il Lazio in età medievale e moderna, cui seguì, nello stesso anno, l’incontro su Giuseppe Tomassetti a cento anni dalla morte e la sua opera sulla Campagna Romana, che fu organizzato insieme con l’Istituto nazionale di studi romani e in cui fu rievocata la figura di Giuseppe Tomassetti (1848-1911) insigne studioso di storia romana e medievale. 
Nel 2015 è stato organizzato insieme con il Centro Ricerche per Roma (CROMA) un convegno di studi sul rione Trevi nel lungo periodo. Nella primavera del 2017 si è tenuta una giornata di studi per commemorare  i centoquarant’anni della Società e discutere del presente e del futuro, nel panorama scientifico e culturale europeo, delle deputazioni e società di storia patria. Nell’autunno dello stesso anno, insieme con la Sapienza Università di Roma e l'Istituto nazionale di studi romani è stato organizzato il convegno internazionale Pasquale I: 1200 anni dalla sua elezione a pontefice romano. In anni più recenti, si ricordano come significativi una giornata in ricordo di Armando Petrucci (2018); la compartecipazione all’organizzazione del convegno Trasformazioni territoriali e insediamenti umani dall’evo antico alla fine dello Stato pontificio (2019-2020) e la co-organizzazione, insieme con la Fondazione Camillo Caetani e altri enti, del convegno internazionale Roma capitale: la città laica, la città religiosa (1870-1915) (settembre 2020). 
La Società è membro dell'Unione internazionale degli istituti di archeologia, storia e storia dell'arte in Roma e, da sola o in cooperazione con altre istituzioni, partecipa attualmente a diversi progetti. Si possono ricordare la digitalizzazione dei fondi fotografici di Jean Coste e di Giuseppe Marchetti Longhi e, in sinergia e collaborazione con la Giunta centrale per gli studi storici, il progetto Toponomastica, sull’uso pubblico della storia che si evidenzia attraverso i nomi di luoghi, eventi e strade, relativo al decennio 2011-2020. 

### Presidenti dalla fondazione
- Costantino Corvisieri (1876-1881)

- Giuseppe Cugnoni (1881-1883)
- Oreste Tommasini (1883-1891)
- Ugo Balzani (1891-1895)
- Oreste Tommasini (1895-1897)
- Ugo Balzani (1897-1907)
- Carlo Calisse (1907-1935)
- Pietro Fedele (1935-1943)
- Vincenzo Federici (1943-1954)
- Emilio Re (1954-1962)
- Ottorino Bertolini (1962-1975)
- Giulio Battelli (1975-1984)
- Alessandro Pratesi 1984-1990
- Letizia Ermini Pani (1991-2017)
- Paola Pavan (2018-2020)
- Tommaso di Carpegna Falconieri (2021-)